# Frederika Cull

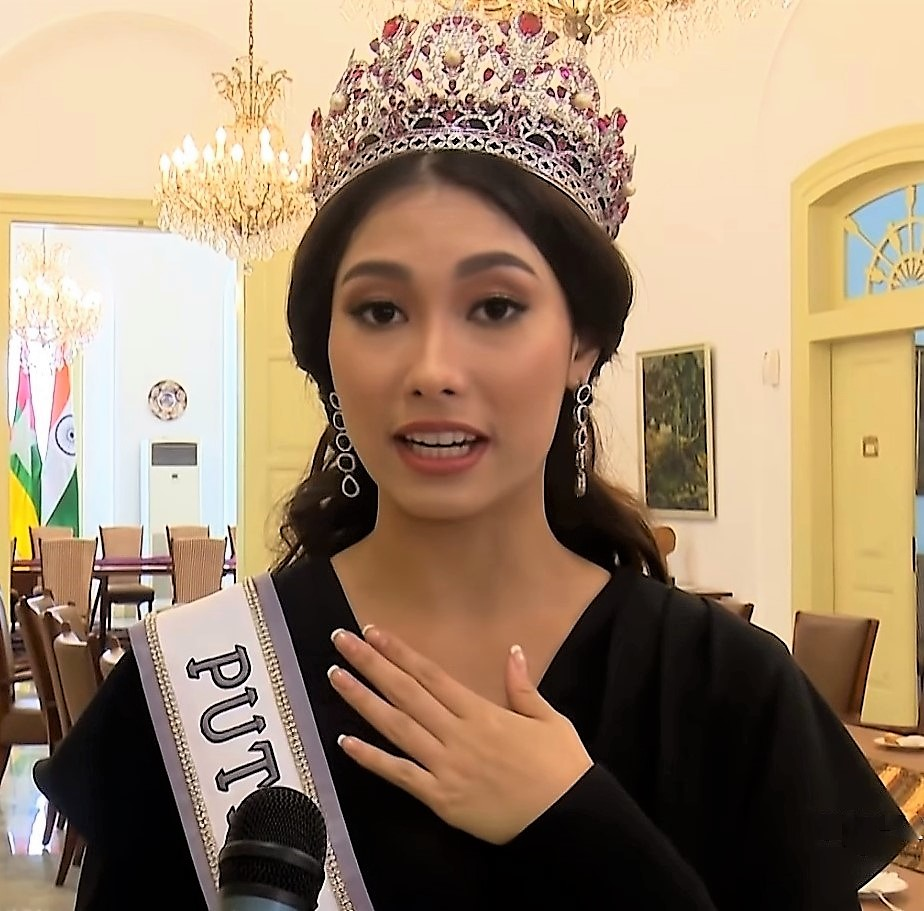
Frederika Alexis Cull (2019)

Frederika Alexis Cull (* 5. Oktober 1999 in Jakarta, Indonesien) ist eine Rugby-Union-Spielerin, Schauspielerin, indonesisches Model und eine Schönheitskönigin, die am 8. März 2019 den Titel Puteri Indonesia 2019 gewann. Sie hat Indonesien beim Wettbewerb Miss Universe 2019 vertreten. Dort schaffte sie bis in die Top 10.

## Privatleben
Frederikas Vater Roy Cull ist Australier, ihre Mutter Yulia Peers Indonesierin. Sie wurde in Jakarta, Indonesien geboren. Dort besuchte sie die Jakarta International School und die Australian Independent School Indonesia.

## Filme
- 2013: Buku harian Dara (Everyday Diary of Dara)[16][17][18]